# Rainer Stiller (Fußballspieler)
Rainer Stiller (* 9. September 1944 in Bad Reinerz, Kreis Glatz, Provinz Niederschlesien) ist ein ehemaliger deutscher Fußballspieler.

## Karriere
Der Innenverteidiger Rainer Stiller begann seine Fußballlaufbahn bei der SG Ronnenberg 05. 1964 wechselte er zu Hannover 96 und wurde 1965 mit den Amateuren von Hannover 96 Deutscher Amateurmeister. 1966 wurde er von Trainer Horst Buhtz in den Profikader aufgenommen, wo er in der Saison 1966/67 zweimal zum Einsatz kam. Das erste Mal spielte er am 29. April 1967 gegen Eintracht Braunschweig in der Bundesliga. Das Spiel wurde mit 1:0 gewonnen. Ab 1968 war er Stammspieler in der Innenverteidigung neben Spielern wie Peter Anders und Hans-Josef Hellingrath. Stiller blieb bis zu seinem Karriereende 1978 bei den Hannoveranern. Sein letztes Bundesligaspiel absolvierte er am 12. Juni 1976 gegen Kickers Offenbach, das seine Mannschaft zwar mit 4:0 gewann, aber dennoch aus der Fußball-Bundesliga abstieg. Am 27. Mai 1978 bestritt er sein letztes Profispiel gegen Rot-Weiß Lüdenscheid das die „Roten“ 5:2 gewannen. Stiller brachte es insgesamt auf 362 Ligaspiele, davon 254 Bundesliga-Einsätze, und erzielte dabei 18 Tore, davon neun Tore in der Bundesliga. Er schoss insgesamt 19 Tore für Hannover in 396 Pflichtspielen.
Er ließ dann seine Laufbahn beim SV 06 Lehrte ausklingen, wo er als Spielertrainer bzw. Trainer ab 1978 tätig war. Mit Lehrte stieg er in die Bezirksoberliga auf. Nach seiner Zeit bei Lehrte 06 betreute Stiller diverse unterklassige Fußballmannschaften als Trainer, darunter den TSV Krähenwinkel/Kaltenweide, den TSV Schloß Ricklingen (Stadt Garbsen bei Hannover) und ab 1983 bis 1989 Sparta Langenhagen. Mit Sparta Langenhagen stieg Stiller 1985 in die Bezirksklasse, 1986 in die Bezirksliga und 1987 in die Bezirksoberliga auf.
Stiller spielte 1967 zweimal in der deutschen Fußballnationalmannschaft der Amateure.